# Independència del Perú
La Independència del Perú és un procés històric social, que correspon a tot un període de fenòmens socials, sollevaments i conflictes bèl·lics que va propiciar la independència política i el sorgiment de la República del Perú com un estat independent de la monarquia espanyola, resultat de la ruptura política i desaparició del Virregnat del Perú per la convergència de diverses forces alliberadores i l'acció dels patriotes.
Els antecedents més remots d'un afany independentista en el Perú, es poden denotar en els intents d'alguns dels primers conqueridors espanyols per alliberar-se del domini del rei espanyol. Després, al llarg del segle xviii, es van succeir múltiples moviments i manifestacions indígenes contra la dominació colonial i el tracte de les autoritats colonials, alguns de les quals van esdevenir en autèntiques rebel·lions. L'aplicació de les reformes borbòniques va incrementar el neguit, i la inconformitat va tenir el seu esclat en la rebel·lió de Tupac Amaru II, la qual va acabar en la repressió d'aquella revolta, encara que va romandre latent el germen del descontentament indígena. Es discuteix si aquests moviments han de ser considerats com a precedents de l'emancipació protagonitzada per cabdills i pobles del Perú i d'altres països del continent americà.
En produir-se la invasió francesa a Espanya, els reis Carles IV i el seu fill Ferran VII van renunciar al tron espanyol en favor de Napoleó Bonaparte. L'emperador francés, poc després, va cedir la corona al seu germà Josep Bonaparte. Com a conseqüència de la usurpació francesa i l'aixecament d'Espanya, en diversos punts de l'Amèrica espanyola es creen juntes autònomes de govern que disputaven l'hegemonia sense pretendre canviar l'ordre colonial. Va ser llavors que el virrei Abascal va fer de l'Exèrcit Reial del Perú i del virregnat peruà la base de la contrarrevolució sobre l'Alt Perú, Quito, Xile i el Riu d'Argent (R. de la Plata). Les primeres rebel·lions autònomes peruanes van sorgir a partir de 1811 en el context de descontentament indígena i col·laboració criolla amb la revolució rioargenta, sense aconseguir la llibertat del país.
En 1820, l'Expedició llibertadora procedent de Xile va desembarcar en el Perú al comandament del general José de San Martín. Este va proclamar en Lima la independència de l'Estat peruà (1821) i sota el seu Protectorat es va formar el primer Congrés Constituent del país. Amb la Guerra de Maynas queda pacificat l'orient peruà en 1822. Però San Martín es veu obligat a retirar-se del Perú mentre el flamant estat sosté una guerra contra els reialistes de resultat incert fins a 1824, any en què van tenir lloc les campanyes de Junín i Ayacucho sota el comandament del Libertador Simón Bolívar. La victòria d'Ayacucho va concloure amb la capitulació de l'exèrcit reialista que va posar fi al Virregnat del Perú.
La independència del Perú va ser un altre capítol important en les guerres d'independència hispanoamericanes. Finalment a l'abril 1825 conclou la campanya de Sucre en l'Alt Perú, i al novembre d'eixe mateix any, Mèxic aconsegueix la capitulació del bastió espanyol de San Juan de Ulúa a Amèrica del Nord. Finalment, el gener de 1826, cauen els reductes estrangers del Callao i Chiloé. L'estat espanyol renuncia en 1836 a tots els seus dominis continentals americans.
En el polític es va tallar la dependència amb Espanya, en l'econòmic es va mantenir la dependència amb Europa, i en el camp social l'arrabassament de terres a indígenes es va accentuar en l'era republicana. L'empleat domèstic indígena va ser tractat de forma inhumana, fins i tot en les primeres dècades del segle xx. L'indígena va aconseguir la ciutadania oberta del Perú en el mateix naixement de la república, el 27 d'agost de 1821. No obstant, en ple segle XXI se segueix construint una societat genuïnament democràtica, on siga possible la plena garantia i el respecte dels drets humans.